# Miejscowości Bermudów
Według danych oficjalnych pochodzących z 2010 roku Bermudy (brytyjskie terytorium zamorskie) posiadały ponad 10 miejscowości o ludności przekraczającej 200 mieszkańców. Stolica kraju Hamilton znajduje się na drugim miejscu i razem z miastem St. George’s liczyli ponad 1 tys. mieszkańców oraz reszta miejscowości poniżej 1 tys. mieszkańców.

## Największe miejscowości na Bermudach
Największe miejscowości na Bermudach według liczebności mieszkańców (stan na 20.05.2010):
| L.p. | Miasto       | Parafia             | Liczba ludności |
| ---- | ------------ | ------------------- | --------------- |
| 1.   | St. George’s | miasto St. George’s | 1 722           |
| 2.   | Hamilton     | miasto Hamilton     | 1 010           |
| 3.   | Somerset     | Sandys              | 945             |

## Alfabetyczna lista miejscowości na Bermudach
Spis miejscowości Bermudów według danych szacunkowych z 2010:
- Bailey's Bay
- Cashew City
- Claytown
- Evans Bay
- Flatts Village
- Hamilton
- Jones Village
- Melrose
- Middle Town
- Somerset
- St. George’s
- Tucker's Town